# Grand Prix Francie 1996
Grand Prix Francie 1996 (LXXXII Mobil 1 Grand Prix de France) devátý závod 47. ročníku mistrovství světa jezdců Formule 1 a 38. ročníku poháru konstruktérů, historicky již 590. grand prix, se uskutečnila na okruhu Circuit de Nevers Magny-Cours.

## Výsledky

### Kvalifikace
| Pořadí | Číslo | Pilot                 | Konstruktér        | Čas      | Odstup |
| ------ | ----- | --------------------- | ------------------ | -------- | ------ |
| 1      | 1     | Michael Schumacher    | Ferrari            | 1:15.989 |        |
| 2      | 5     | Damon Hill            | Williams-Renault   | 1:16.058 | +0.069 |
| 3      | 3     | Jean Alesi            | Benetton-Renault   | 1:16.310 | +0.321 |
| 4      | 4     | Gerhard Berger        | Benetton-Renault   | 1:16.592 | +0.603 |
| 5      | 7     | Mika Häkkinen         | McLaren-Mercedes   | 1:16.634 | +0.645 |
| 6      | 6     | Jacques Villeneuve    | Williams-Renault   | 1:16.905 | +0.916 |
| 7      | 8     | David Coulthard       | McLaren-Mercedes   | 1:17.007 | +1.018 |
| 8      | 12    | Martin Brundle        | Jordan-Peugeot     | 1:17.187 | +1.332 |
| 9      | 9     | Olivier Panis         | Ligier-Mugen-Honda | 1:17.390 | +1.401 |
| 10     | 11    | Rubens Barrichello    | Jordan-Peugeot     | 1:17.665 | +1.676 |
| 11     | 10    | Pedro Diniz           | Ligier-Mugen-Honda | 1:17.676 | +1.687 |
| 12     | 15    | Heinz-Harald Frentzen | Sauber-Ford        | 1:17.739 | +1.750 |
| 13     | 19    | Mika Salo             | Tyrrell-Yamaha     | 1:18.021 | +2.032 |
| 14     | 18    | Ukjó Katajama         | Tyrrell-Yamaha     | 1:18.242 | +2.253 |
| 15     | 17    | Jos Verstappen        | Footwork-Hart      | 1:18.324 | +2.335 |
| 16     | 14    | Johnny Herbert        | Sauber-Ford        | 1:18.556 | +2.567 |
| 17     | 21    | Giancarlo Fisichella  | Minardi-Ford       | 1:18.604 | +2.615 |
| 18     | 20    | Pedro Lamy            | Minardi-Ford       | 1:19.210 | +3.221 |
| 19     | 16    | Ricardo Rosset        | Footwork-Hart      | 1:19.242 | +3.253 |
| 20     | 22    | Luca Badoer           | Forti-Ford         | 1:20.562 | +4.573 |
| 21     | 23    | Andrea Montermini     | Forti-Ford         | 1:20.647 | +4.658 |
| 22     | 2     | Eddie Irvine          | Ferrari            |          |        |

### Závod
| Pořadí | Číslo | Jezdec                | Konstruktér        | Kola | Čas/odstoupení  | Start | Body |
| ------ | ----- | --------------------- | ------------------ | ---- | --------------- | ----- | ---- |
| 1      | 5     | Damon Hill            | Williams-Renault   | 72   | 1:36:28.795     | 2     | 10   |
| 2      | 6     | Jacques Villeneuve    | Williams-Renault   | 72   | +8.127          | 6     | 6    |
| 3      | 3     | Jean Alesi            | Benetton-Renault   | 72   | +46.442         | 3     | 4    |
| 4      | 4     | Gerhard Berger        | Benetton-Renault   | 72   | +46.859         | 4     | 3    |
| 5      | 7     | Mika Häkkinen         | McLaren-Mercedes   | 72   | +62.774         | 5     | 2    |
| 6      | 8     | David Coulthard       | McLaren-Mercedes   | 71   | +1 kolo         | 7     | 1    |
| 7      | 9     | Olivier Panis         | Ligier-Mugen-Honda | 71   | +1 kolo         | 9     |      |
| 8      | 12    | Martin Brundle        | Jordan-Peugeot     | 71   | +1 kolo         | 8     |      |
| 9      | 11    | Rubens Barrichello    | Jordan-Peugeot     | 71   | +1 kolo         | 10    |      |
| 10     | 19    | Mika Salo             | Tyrrell-Yamaha     | 70   | +2 kola         | 13    |      |
| 11     | 16    | Ricardo Rosset        | Footwork-Hart      | 69   | +3 kola         | 19    |      |
| 12     | 20    | Pedro Lamy            | Minardi-Ford       | 69   | +3 kola         | 18    |      |
| DSQ    | 14    | Johnny Herbert        | Sauber-Ford        | 70   | Diskvalifikován | 16    |      |
| Ret    | 15    | Heinz-Harald Frentzen | Sauber-Ford        | 56   | Plynový pedál   | 12    |      |
| Ret    | 18    | Ukjó Katajama         | Tyrrell-Yamaha     | 33   | Motor           | 14    |      |
| Ret    | 22    | Luca Badoer           | Forti-Ford         | 29   | Palivový systém | 20    |      |
| Ret    | 10    | Pedro Diniz           | Ligier-Mugen-Honda | 28   | Motor           | 11    |      |
| Ret    | 17    | Jos Verstappen        | Footwork-Hart      | 10   | Řízení          | 15    |      |
| Ret    | 2     | Eddie Irvine          | Ferrari            | 5    | Převodovka      | 22    |      |
| Ret    | 21    | Giancarlo Fisichella  | Minardi-Ford       | 2    | Palivová pumpa  | 17    |      |
| Ret    | 23    | Andrea Montermini     | Forti-Ford         | 2    | Elektronika     | 21    |      |
| DNS    | 1     | Michael Schumacher    | Ferrari            | 0    | Motor           | 1     |      |

## Průběžné pořadí šampionátu
Pohár jezdců
| Pořadí | Jezdec             | Body |
| ------ | ------------------ | ---- |
| 1      | Damon Hill         | 63   |
| 2      | Jacques Villeneuve | 38   |
| 3      | Michael Schumacher | 26   |
| 4      | Jean Alesi         | 25   |
| 5      | David Coulthard    | 14   |

Pohár konstruktérů
| Pořadí | Konstruktér        | Body |
| ------ | ------------------ | ---- |
| 1      | Williams-Renault   | 101  |
| 2      | Benetton-Renault   | 35   |
| 3      | Ferrari            | 35   |
| 4      | McLaren-Mercedes   | 26   |
| 5      | Ligier-Mugen-Honda | 12   |